# 旧岡田倉庫

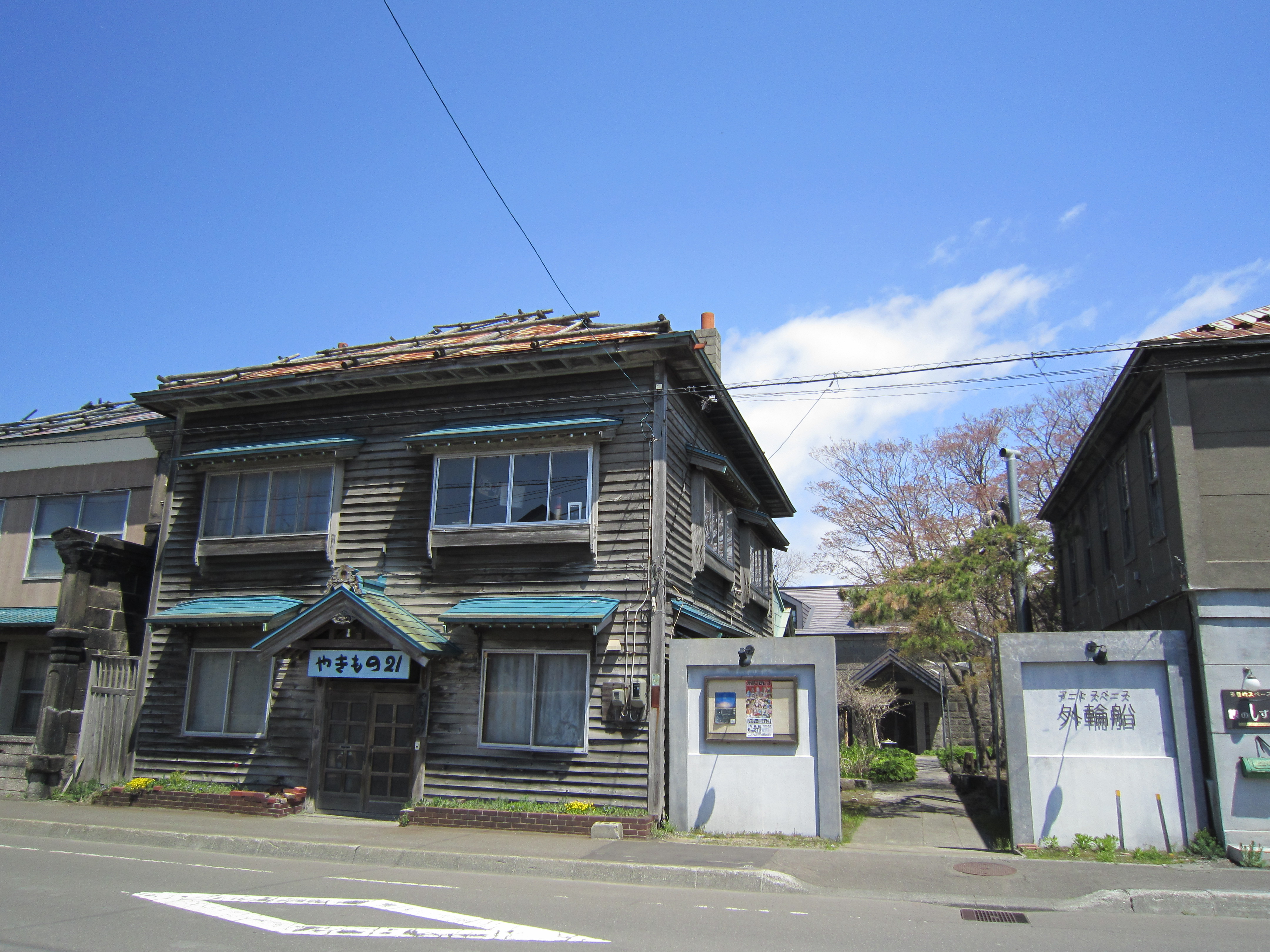
旧岡田家住宅（2019年）。右奥に倉庫が見える。

旧岡田倉庫（きゅうおかだそうこ）は北海道江別市にある明治後期の商業倉庫。江別市指定文化財。

## 歴史
鉄道と舟運の結節点であった江別市街地に、1897年（明治30年）に建設された外壁に札幌軟石を用いた木骨石造の商業倉庫である。隣接する市有地には旧岡田住宅（1935年建築）がある。
1998年（平成10年）に旧岡田倉庫及び旧岡田住宅は岡田家から江別市に寄贈され、以後は旧岡田倉庫活用民間運営協議会によって保全・運営されている。
旧岡田倉庫は2004年（平成16年）から2005年（平成17年）にかけて改修され、改修後は「アートスペース外輪船」として文化活動に利用されている。
旧岡田倉庫の所在地（江別市二条一丁目5番地の2）は、千歳川築堤事業で建物の敷地の一部となることから、2023年（令和5年）7月から西に約40メートルほど移転する工事が行われている。